# Bota de Oro 1990-91

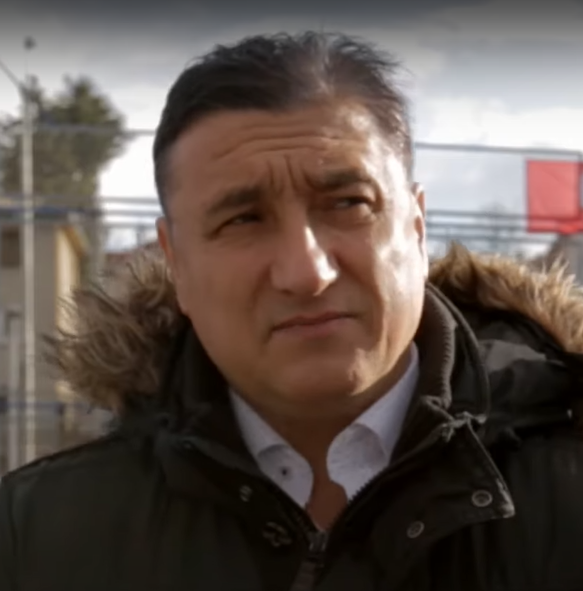
Darko Pančev, ganador del premio en 1990-91

La Bota de Oro 1990-91 fue un premio deportivo otorgado por France Football, publicación de origen francés especialista en temas relacionados con el fútbol.
El macedonio Darko Pančev, quien en ese entonces jugaba en la posición de centrodelantero para el Estrella Roja de Belgrado, fue declarado el máximo goleador de las grandes ligas de Europa.
Esta fue la primera y única bota de oro que ganó el macedonio durante su carrera. La edición anterior la consiguieron el mexicano Hugo Sánchez y el búlgaro Hristo Stoichkov, jugadores que representaron al Real Madrid C. F. y PFC CSKA Sofía respectivamente. Ambos lograron conseguir 38 anotaciones.

## Criterio
Para esta temporada, solo se elegía al futbolista con mayor cantidad de goles. No se tenía en cuenta el valor de cada gol, según la liga doméstica a la que perteneciera el futbolista. Tampoco se tenían en cuenta la cantidad de partidos disputados. El premio era entregado por L'Équipe a través de la revista France Football.

## Ganador
El macedonio y jugador de la selección de fútbol de Yugoslavia, Darko Pančev, fue finalmente el vencedor de la temporada 1990-91, después de conseguir 34 goles en la Superliga de Serbia. En un segundo lugar quedó Tanju Çolak, quien jugaba para el Galatasaray Spor Kulübü y alcanzó 31 anotaciones.
Çolak logró esta cantidad de anotaciones en la Superliga de Turquía. El futbolista europeo Václav Daněk, quien jugaba en ese entonces para el FC Tirol Innsbruck terminó en la tercera posición con 29 goles. En el mismo lugar quedó ubicado el albano Kliton Bozgo quien defendía los colores de la camiseta del Klubi Sportiv Tomori Berat, en el campeonato doméstico de la Superliga de Albania.
La bota de Oro conseguida por el macedonio le acreditaba como máximo goleador de las ligas europeas de fútbol. Esta fue su primera y única bota de Oro como futbolista profesional.

### Ranking final
| Posición | Futbolista   | Club                      | Campeonato           | Goles |
| -------- | ------------ | ------------------------- | -------------------- | ----- |
| 1        | Darko Pančev | Estrella Roja de Belgrado | SuperLiga Serbia     | 34    |
| 2        | Tanju Çolak  | Galatasaray SP            | Superliga de Turquía | 31    |
| 3        | Václav Daněk | FC Tirol Innsbruck        | Bundesliga (Austria) | 29    |
| 3        | Kliton Bozgo | KS Tomori Berat           | Kategoria Superiore  | 29    |